# Samadet
Samadet település Franciaországban, Landes megyében. Lakosainak száma 1131 fő (2022. január 1.). Samadet Mant, Arboucave, Aubagnan, Bats, Hagetmau, Monségur, Serres-Gaston és Urgons községekkel határos.

## Népesség
A település népessége az elmúlt években az alábbi módon változott:
| Lakosok száma | 1073 | 970  | 1009 | 1028 | 1127 | 1143 | 1152 | 1132 | 1131 | 1131 |
|               | 1968 | 1982 | 1990 | 2006 | 2013 | 2015 | 2017 | 2019 | 2020 | 2022 |